# Toyota Prius (третье поколение)
Toyota Prius (Тойота Приус) третьего поколения — гибридный легковой автомобиль, выпускавшийся японской фирмой Toyota с 2009 по 2015 годы. Латинское слово prius (яп. プリウス) в названии модели трактуется как первый, изначальный. За свою экологичность и оригинальность конструкции получил множество призов и наград, в том числе признавался автомобилем года в Японии.
Новый автомобиль был официально представлен на родине в мае 2009 года. Если внешне он сохранил черты предшественника, только имел более модные плоские поверхности и острые грани, то его гибридный силовой привод был на 90% новым. Специальный 1,8-литровый двигатель большую часть времени работал на более низких оборотах, меньше нагружался, экономя топливо. Увеличенная мощность и момент мотора позволили существенно улучшить динамику автомобиля. Двигатель работал совместно с обновлённой, более компактной и лёгкой трансмиссией, а для повышения эффективности электронных компонентов было увеличено напряжение электрической части привода.
В марте 2010 года сборку модели начали в Индии на заводе Toyota Kirloskar (TKM), в ноябре — в Таиланде на заводе Toyota Motor Thailand (TMT), а в декабре 2011 года производство модели третьего поколения возобновилось в Китае.

## Кузов и оборудование

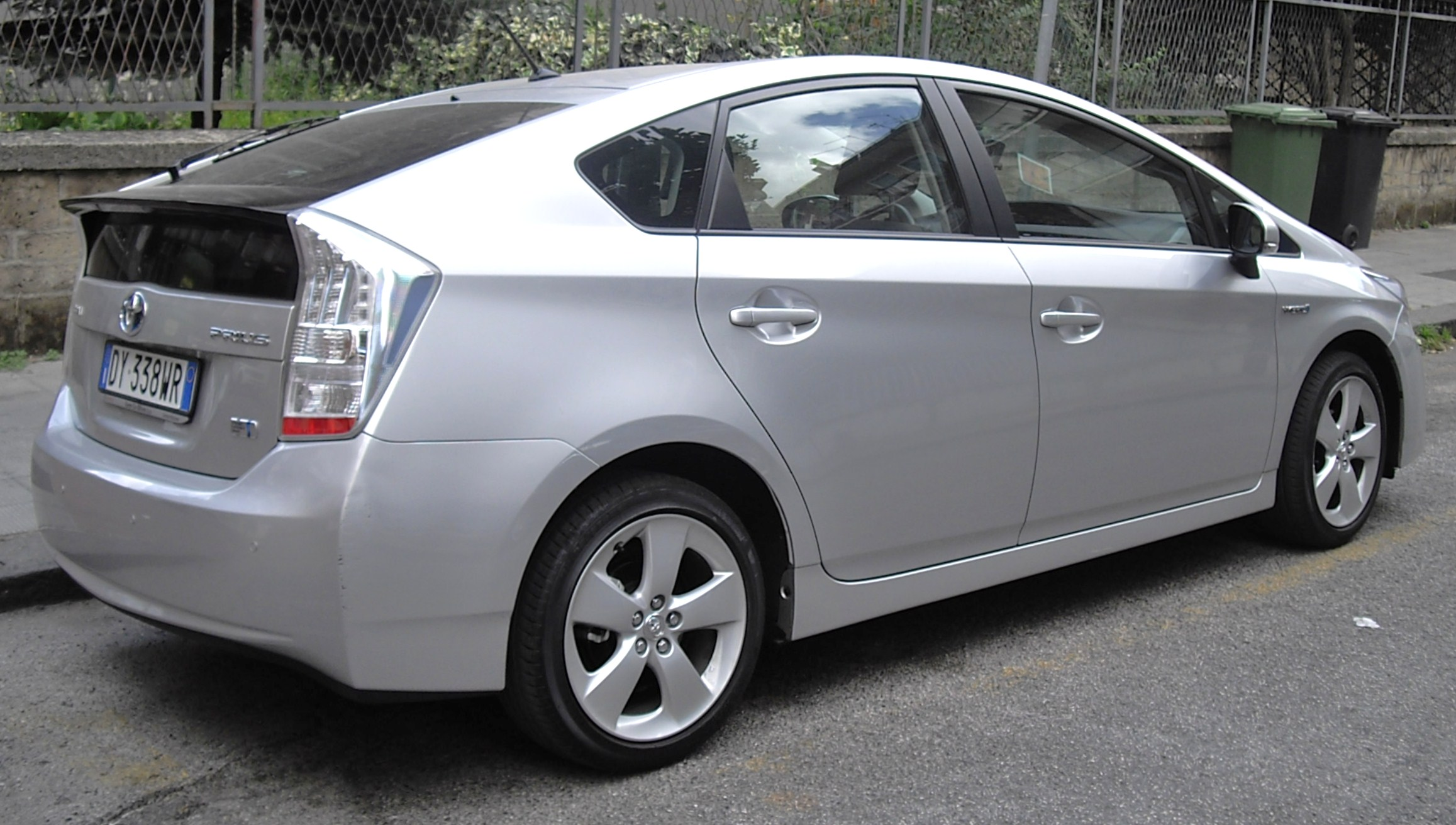
2010 Toyota Prius

С самого начала проектирования автомобиля дизайнеры и специалисты по аэродинамике плотно работали вместе для того, чтобы получить очень низкий, 0,25, коэффициент аэродинамического сопротивления, сохранив при этом пропорции классического Prius. Так, открытая часть решетки радиатора была уменьшена насколько это было возможно, а плоские боковые поверхности переднего и заднего бамперов направляли потоки воздуха вокруг арок колёс, снижая турбулентность. Снизу автомобиля специальные щитки перед колёсами, а также панели, закрывающие двигатель, элементы подвески и бензобак, вносили серьёзный вклад в общую аэродинамическую эффективность нового Prius.
Длина и ширина автомобиля немного возросли, тогда как колёсная база осталось прежней. Неизменной осталась и высота модели, но высшая точка кузова была сдвинута назад, что позволило добавить места над головами задних пассажиров. Смещенные вперёд передние стойки увеличили наклон ветрового стекла, в результате передние боковые окошки стали больше, что, в сочетании с увеличенным задним окном, обеспечило лучшую обзорность.
Пассивная безопасность нового Prius обеспечивалась жёстким, со сминаемыми зонами кузовом, в основном изготовленным из высокопрочной стали. Специальной формы и конструкции передний бампер предотвращал попадание человека под автомобиль и снижал травмирование его ног. Установленные на амортизирующие кронштейны передние крылья были призваны смягчить удар головы пешехода при наезде. С этой же целью каркас капота был отодвинут дальше от его поверхности, а сам капот был способен проминаться под ударом. Автомобиль успешно прошел Японский, Американские и Европейский тесты, везде получив максимальное количество баллов за безопасность.

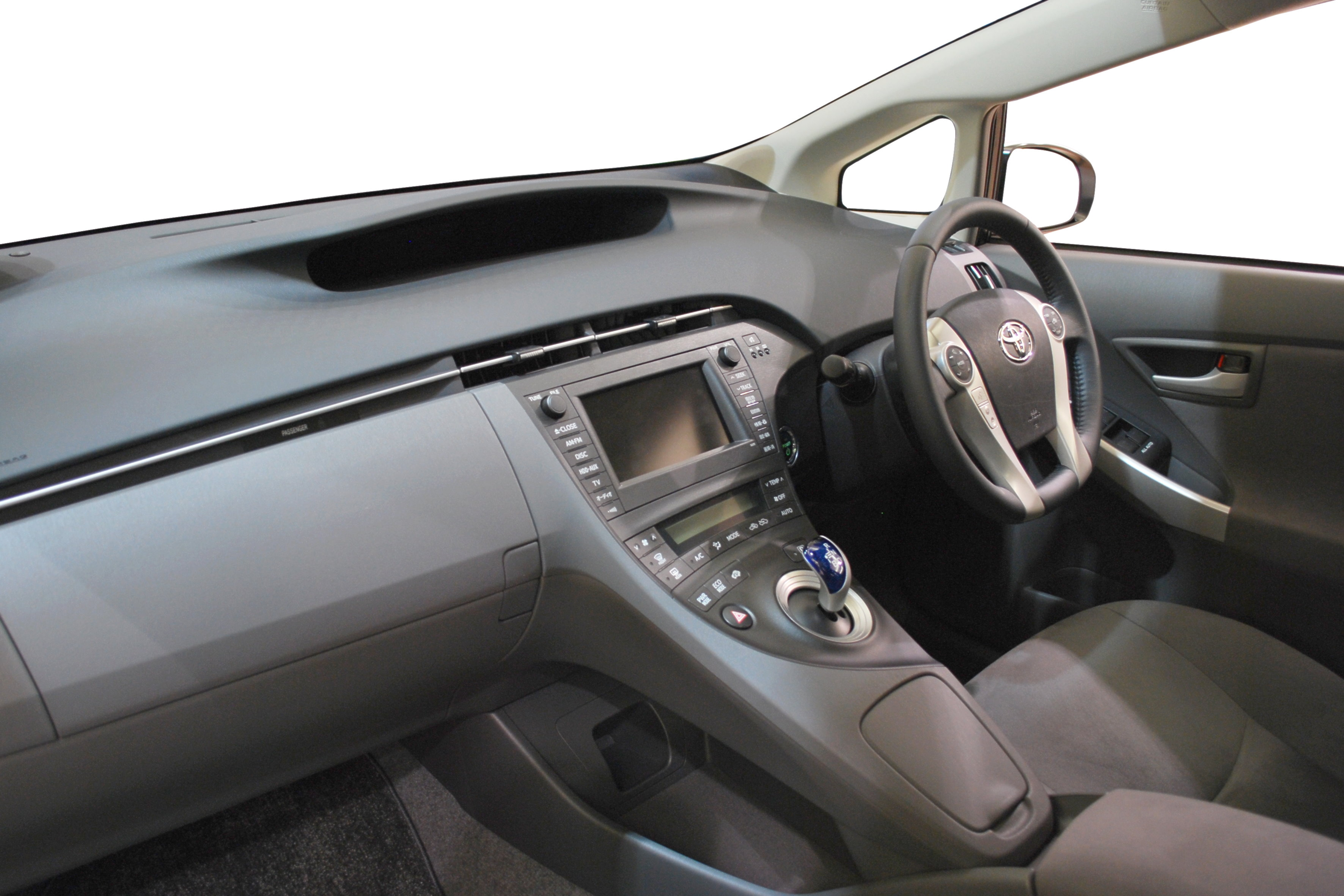
Салон Toyota Prius

Главной доминантой салона была новая передняя панель, разделённая на две зоны. Верхний головной дисплей был идеально приспособлен для мгновенного считывания информации о движении автомобиля. Органы управления были расположены ниже, на несимметричной, висящей в воздухе консоли. Сверху неё, прямо под рукой водителя, располагался рычажок управления режимами движения, а снизу имелось много места для хранения разных вещей. Над консолью размещался многофункциональный цветной дисплей, отображавший информацию о работе гибридной установки, кондиционера, музыкальной системы и навигационные карты.
Новое рулевое колесо было подрезано снизу на 10 миллиметров для более удобного размещения ног водителя. Нажатие установленных на нём кнопок управления музыкой и кондиционером отображалось на головном дисплее, так что переключать их можно было не глядя . В стандартное оснащение нового Prius входила система проекции на ветровое стекло основной информации о движении автомобиля. Расположение надписи можно было изменить, а яркость текста настраивалась автоматически.
Комфортабельные передние сиденья новой конструкции предлагали больший диапазон регулировок, а их тонкие спинки увеличивали пространство для ног задних пассажиров. Более компактная система охлаждения высоковольтной батареи позволила на 30 литров увеличить объём багажника, теперь в него входило до 445 литров багажа, а при сложенных задних сиденьях — до 1120 литров.
Особой конструкции система кондиционирования позволяла на 24% снизить нагрузку на компрессор, экономя топливо. Кондиционер можно было дистанционно запустить примерно за три минуты до посадки в салон. Приводимый электромотором компрессор запитывался от высоковольтной батареи и подготавливал прохладное пространство для пассажиров.

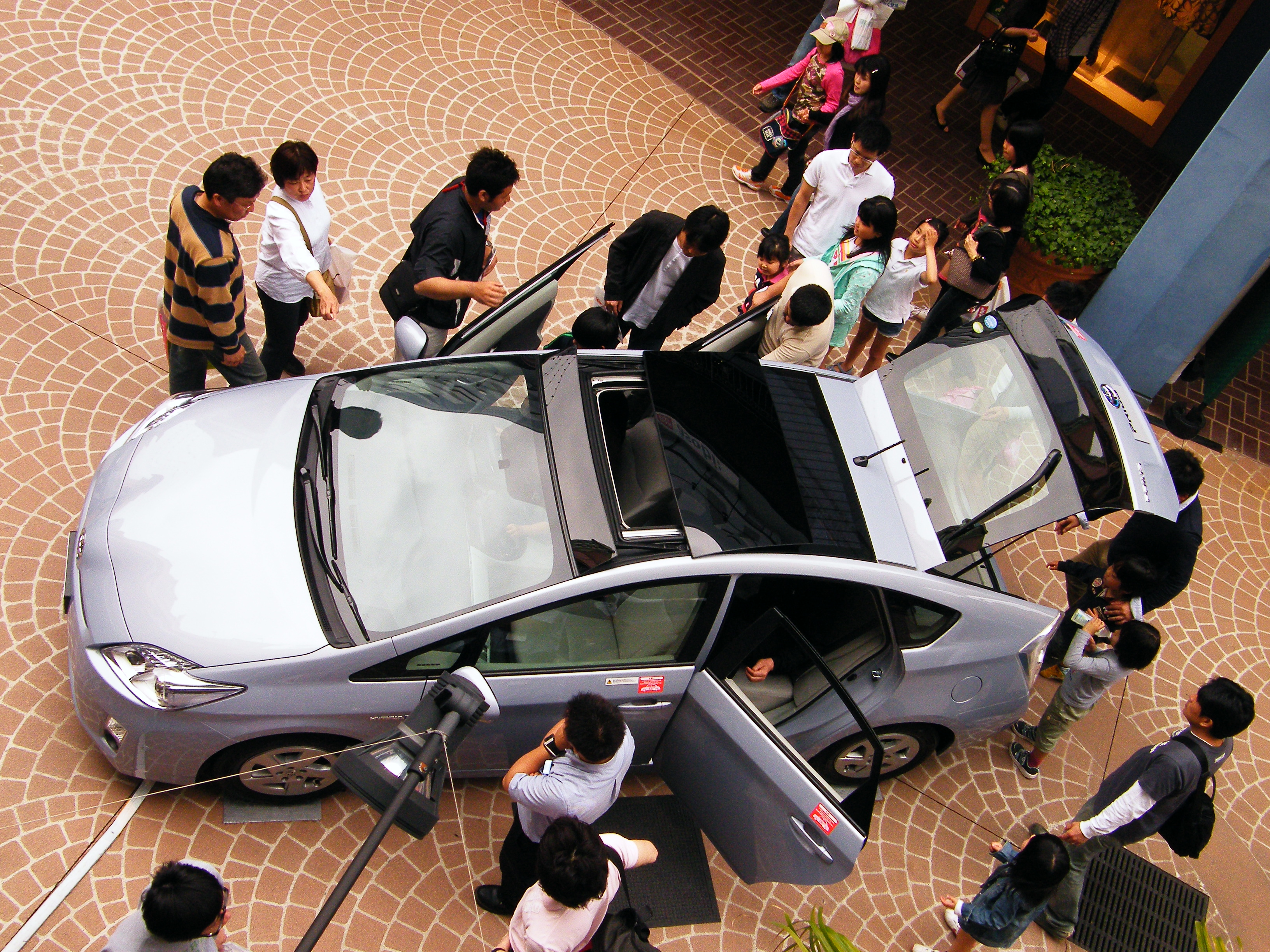
Люк и солнечная панель на крыше Toyota Prius

В жаркий день во время стоянки, используя вырабатываемое опционной, встроенной в крышу солнечной панелью электричество, специальный вентилятор проветривал салон. Система не потребляла дополнительной энергии и не позволяла внутреннему пространству автомобиля перегреться.
Новый Prius имел три дополнительных режима движения. Нажав кнопку EV, водитель принудительно включал электрический режим, при этом автомобиль мог проехать на скорости не более 50 км/ч до двух километров, в зависимости от уровня заряда батареи. В экономичном (ECO) режиме была ослаблена реакция педали газа на резкие нажатия и уменьшена отдача кондиционера, при этом экономилось до 10—15 % топлива. В динамичном режиме (PWR) отдача педали газа повышалась, что улучшало динамику автомобиля.
Модель оборудовалась модернизированной, более простой в использовании и значительно быстрее работающей системой помощи при парковке. Система использовала заднюю камеру и ультразвуковые датчики в переднем бампере для определения свободного пространства. Она автоматически поворачивала рулевое колесо на нужный угол, водитель управлял только скоростью автомобиля.
Устанавливаемая по заказу система адаптивного круиз-контроля использовала радар для поддержания дистанции до впереди идущего автомобиля. Он же был задействован в системе контроля движения по полосе дороги и в предаварийной системе, натягивающей ремни безопасности при вероятном столкновении и, если авария неизбежна, включающей тормоза.
В 2011 году внешность автомобиля была немного обновлена. Он получил новые фары и задние фонари с хорошо заметными вертикальными элементами, новую облицовку решётки радиатора, а также новые передний и задний бамперы.

## Гибридный силовой привод

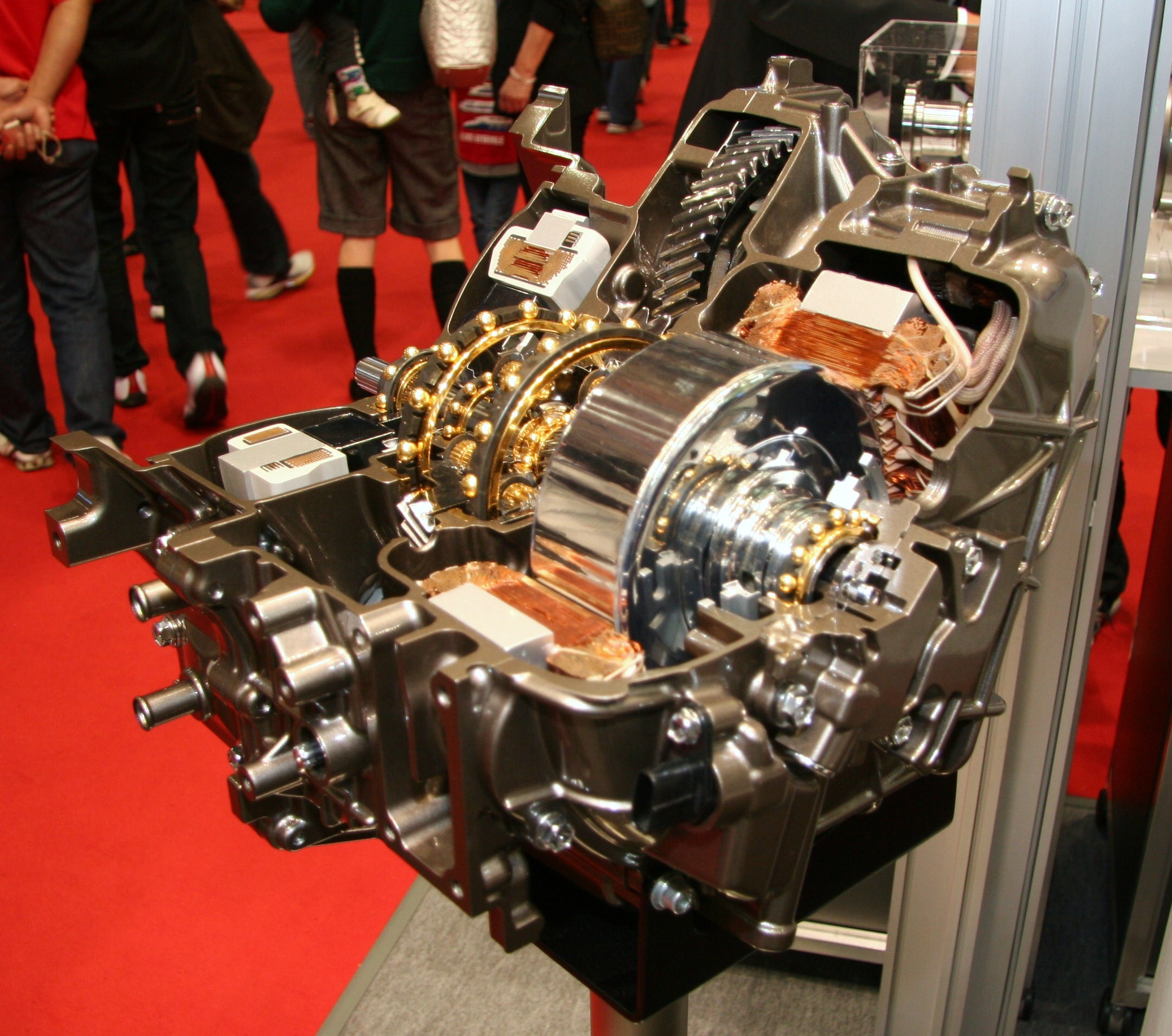
Гибридный силовой привод Toyota Prius. Вдали виден генератор (в разрезе), который подсоединяется к двигателю. На переднем плане блестит ротор электромотора. Между ними расположен планетарный редуктор, передающий вращение на шестерню главной передачи (сверху). Золотом выделены шарикоподшипники.

Главным новшеством привода этого поколения стало использование увеличенного до 1,8 литра рабочего объёма бензинового двигателя, работающего по циклу Аткинсона. Использование большого и мощного мотора в системе, созданной для экономии топлива, казалось не логичным, но его увеличенная отдача позволяла двигателю работать на более низких оборотах, экономя топливо. Так, при движении по шоссе на высокой скорости расход топлива снижался примерно на 10 %.
Система рециркуляции отработавших газов двигателя (Exhaust Gas Recirculation, EGR) снижала, с помощью жидкости системы охлаждения, температуру выхлопных газов, что создавало более благоприятные условия для работы каталитического нейтрализатора. Кроме того, часть отработавших газов возвращалась во впускной коллектор, уменьшая потери на впуске. В холодную погоду охлаждающая двигатель жидкость подогревалась от выхлопных газов, способствуя быстрому прогреву мотора.
Существенно увеличенная жёсткость блока цилиндров снизила шум и вибрации двигателя. Устанавливался он на четыре резиновые опоры со встроенными двухступенчатыми демпферами, что позволяло не только эффективно гасить колебания, но и снижало ударные шумы при остановке и запуске мотора. Двигатель не имел ремённых приводов, так как насос системы охлаждения и компрессор кондиционера вращались с помощью электромоторов. Это снижало нагрузку на мотор, позволяя экономить топливо, а также исключало необходимость обслуживания ремней.
Другим важным новшеством привода было использование двойного планетарного редуктора. Двигатель через демпфер передавал вращение на водило одной части редуктора, заставляя двигаться сателлиты. Установленный рядом с ним генератор вращал центральную солнечную шестерню. Размещённый с противоположной стороны редуктора электромотор был жёстко связан с центральной шестернёй другой части редуктора. Окружавшие эту шестерню сателлиты были установлены на неподвижное водило. Сверху редуктора была расположена единая, объединяющая обе его части наружная коронная шестерня, от которой вращение передавалось на ведущие колёса автомобиля.
Второй комплект шестерён понижал обороты электромотора, позволяя использовать более эффективный высокооборотный (13 000 об/мин) синхронный электродвигатель переменного тока, который работал на повышенном до 650 вольт напряжении. Всё это в целом увеличивало его отдачу на 20 %. Синхронный генератор переменного тока, помимо выработки электроэнергии для зарядки батареи, использовался для управления работой трансмиссии и вместо стартера, для запуска двигателя.
За счёт установки более компактных генератора, электромотора и планетарного редуктора удалось исключить цепную передачу в приводе. Теперь вращение от наружной шестерни редуктора напрямую передавалось на главную передачу. Такая новая трансмиссия стала на 20 килограммов легче. Для изготовления шестерён редуктора использовалась новая технология, существенно повысившая их точность, обновлённая система смазки уменьшила потери на перемешивание масла в нём, а трение валов было снижено за счёт применения шариковых вместо роликовых подшипников. В результате потери в приводе сократились на 10—20 % в зависимости от режима работы.
Применение новейших электронных компонентов позволило сделать инвертор почти на 40 % легче и компактнее. Кроме того, он стал быстрее переключаться из одного режима работы в другой, что повысило эффективность системы управления. Изготовленная по проверенной никель-металлгидридной технологии высоковольтная батарея размещалась за спинкой заднего сиденья. Переработанная система воздушного охлаждения сделала её компактнее, освободив дополнительное место для багажа.

## Ходовая часть

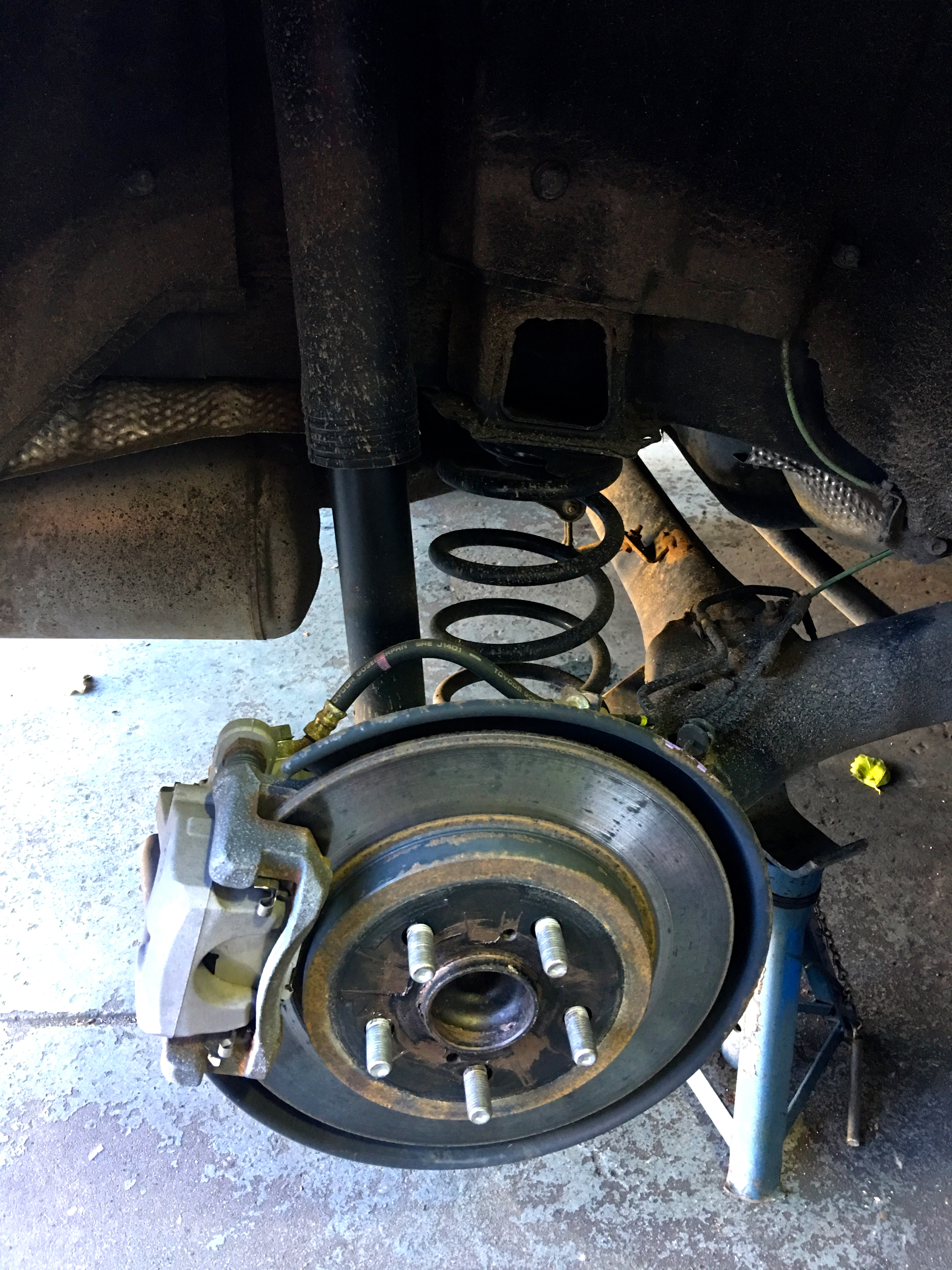
Задняя подвеска Toyota Prius с установленными раздельно пружиной и амортизатором, дисковым тормозом и пятью шпильками для крепления колеса

Prius, построенный на новой фирменной платформе для среднеразмерных автомобилей, имел полностью переработанные, для получения лучшей управляемости и ездового комфорта, переднюю и заднюю подвески.
Угловая жёсткость передней независимой подвески со стойками Макферсон, коническими пружинами и полностью новыми, для увеличения колеи, L-образными рычагами была повышена. Оптимизированные по прочности детали, в частности полый алюминиевый стабилизатор, позволили существенно снизить её вес.
Задняя полунезависимая подвеска со скручивающейся балкой имела раздельно установленные пружины и амортизаторы и крепилась к кузову с помощью расположенных под углом специальной конструкции резиновых шарниров. Сечение гидроформованной V-образной балки было подобрано таким образом, что необходимость в заднем стабилизаторе отпала.
Реечное рулевое управление оснащалось электроусилителем, установленным сверху на рулевой колонке, которая имела регулировки по вылету и углу наклона. Большинство деталей привода стало жёстче, а обновлённая программа работы усилителя позволила повысить точность управления.
В тормозной системе насос с электроприводом создавал высокое давление жидкости, которое подавалось на вход гидроусилителя. Водитель, нажимая на педаль тормоза, перемещал поршень в главном тормозном цилиндре, создавая низкое давление. Оно заставляло перемещаться золотник гидроусилителя, направляя жидкость под более высоким давлением к тормозам. Давление к тормозам подавалось не напрямую, а через систему электроуправляемых клапанов, которые позволяли очень точно дозировать его величину в соответствии с сигналами блока управления ECB.
Электронная система управления тормозами (Electronically Controlled Braking, ECB) согласовывала работу гидравлической и рекуперативной систем торможения, позволяя электромотору вырабатывать максимум энергии для заряда батареи. Кроме того, она выполняла функции системы распределения тормозных усилий (EDB), системы помощи при торможении (BAS), антиблокировочной системы (ABS), противобуксовочной системы (Traction Control), системы контроля устойчивости (VSC), системы помощи при старте в гору (англ. Hill-start assist) и включала тормоза, если столкновение было неизбежным (AEB).
Большинство компонентов тормозного привода было собрано вместе в компактный и лёгкий блок. Для повышения эффективности торможения в системе использовались увеличенные передние вентилируемые (255 мм) и сплошные задние (259 мм) тормозные диски.
Как 15-, так и 17-дюймовые колёса, применявшиеся на автомобиле, имели аэродинамическую форму и комплектовались специальными шинами с низким сопротивлением качению.

## Экологичность
Новый Prius производился на одном из самых экологически чистых предприятий в мире, заводе Tsutsumi plant. Половину всей потребляемой электроэнергии завод получал от солнечных батарей. На производстве были полностью ликвидированы свалки с отходами, а количество выбрасываемого дыма сократилось на 82 % за последние десять лет (по состоянию на 2006 год). Комплексная переработка воды привела к сокращению вдвое сбросов в местную речную систему. Для снижения запылённости на территории завода было высажено 50 тысяч деревьев, а фасады корпусов покрыты специальной самоочищающийся фотокаталитической краской.
В автомобиле применялись специально разработанные на фирме Toyota биопластики. Так, подушки сидений и отделка передней панели были выполнены из пенопласта, произведённого из растений (а не из нефти).
До 95 % аккумуляторной батареи Prius перерабатывалось. Батареи извлекались из автомобилей на специальных авторизированных станциях, которые имелись во всех странах продажи модели. Затем они свозились в центры переработки, где их разбирали. Металлические корпуса, электронные компоненты и провода передавались партнёрам для повторного использования. Сами же аккумуляторы экологически чистым способом в замкнутых контейнерах превращались в воду, органические элементы и никелевый сплав.

## Комментарии
1. ↑  С солнечной панелью на крыше.